# Révfülöp
Révfülöp (pronuncia ˈreːfːyløp) è un comune della contea di Veszprém, in Ungheria. Si trova sulla costa nord del lago Balaton tra Balatonrendes e Balatonszepezd. È stato menzionato per la prima volta nel XIII secolo. Più tardi divenne un importante punto di partenza per la costa sud del lago, mentre nel XXI secolo è diventata una località turistica.